# Anaïd Haen
Anaïd Haen is een Nederlandse sciencefiction-, fantasy- en thrillerschrijfster. Naast romans heeft ze veel korte verhalen geschreven en onder andere in 2010 de Unleash Award gewonnen.
Ze is tevens de organisator van de schrijfwedstrijd Fantastels.

## Romans
- Codenaam Hadsadah (2010, in co-auteurschap met Django Mathijsen)
- Begeesterd (2013)
- Koningsbillen en drakenstreken (2013, in co-auteurschap met Django Mathijsen)
- de raketwedstrijd

- International Standard Name Identifier: 0000 0003 6889 7347
- Nederlandse Thesaurus van Auteursnamen: 326786678
- Virtual International Authority File: 289856842
- WorldCat: E39PBJptWgX3KqkRKcbtPbdxXd